# Hugh Hammond Bennett
Hugh Hammond Bennett (15 de abril de 1881-7 de julio de 1960) fue pionero en el campo de la conservación de suelos en los Estados Unidos de América. Era el jefe del Servicio de Conservación de Suelos, una agencia federal ahora conocida como Natural Resources Conservation Service.
Bennett nació cerca de Wadesboro en el condado de Anson, Carolina del Norte. Se graduó en la Universidad de Carolina del Norte en 1903. Inmediatamente después se convirtió en agrimensor y realizó estudios de suelo, tanto en los Estados Unidos como en otros países, estudios que le convencieron de que la erosión del suelo era un problema grave que enfrentaba el planeta.
Está enterrado en el Cementerio Nacional de Arlington.

## Conservacionismo
En 1905, en el condado de Louisa, Virginia, empleado en un estudio de suelo para el Departamento de Agricultura de Estados Unidos, constató por vez primera el vínculo entre la calidad del suelo y la erosión. En la década de 1920, Bennett escribió artículos sobre la erosión tanto en revistas populares como en publicaciones científicas, como Country Gentleman y Scientific Monthly. Sus opiniones se oponían a las de algunos colegas, por ejemplo, un supervisor declaró: "El suelo es el único activo indestructible que posee la nación (...) Es el único recurso que no se puede agotar.”
Fue coautor de una publicación del Departamento de Agricultura de los Estados Unidos en 1928 titulada Soil Erosion: A National Menace, considerada como su obra más influyente, que atrajo la atención del Representante James P. Buchanan de Texas. Buchanan, quien fue miembro del United States House Committee on Appropriations, ayudó a obtener fondos en 1929 para estudios de erosión del suelo en los Estados Unidos. Bennett también desempeñó un papel decisivo en la formación de la Soil Conservation Society of America -actualmente Soil and Water Conservation Society-.

## Servicio gubernamental
Cuando se estableció el Servicio de Erosión del Suelo como parte del Departamento del Interior de los Estados Unidos en septiembre de 1933, Bennett fue nombrado su director. Continuó impartiendo charlas sobre conservación del suelo, especialmente durante los años del Dust Bowl, y su actividad influyó en la aprobación de la ley de conservación del suelo del 27 de abril de 1935, promulgada el Servicio de Conservación del Suelo en el USDA. Permaneció al frente de esa organización hasta su jubilación en 1951.

Hammond contrató a Henry Howard Finnell para poner en práctica su experiencia en suelos:  
Hugh Hammond Bennett, jefe del Servicio de Conservación de Suelos, puso a Finnell a cargo de la Región Seis, el área más afectada del país; nombre en clave: "Operación Dustbowl ". Finnell se estableció al norte de Dalhart. Las áreas donde el suelo no era apto para el cultivo se convirtieron de nuevo en pastizales. Otros trece proyectos de demostración, dirigidos por trabajadores de CCC y WPA, pusieron a prueba las ideas de conservación de humedad de Finnell, con gran éxito. Para mayo de 1936, casi 40.000 agricultores se habían unido a él, y 5,5 millones de acres estaban bajo nuevos cultivos en terrazas y en contorno. A finales de 1937, a pesar de las persistentes tormentas de polvo, la cantidad de tierra peligrosamente erosionada se había reducido a más de la mitad.
Los esfuerzos de Hammond cambiaron la mentalidad de los agricultores estadounidenses hacia la conservación del suelo y, como director del Servicio de Conservación del Suelo, los ayudó a aprender nuevas formas de cultivo que protegían el suelo y preservaban la fertilidad. La creación del Servicio de Conservación de Suelos y su inclusión en el Departamento de Agricultura de los Estados Unidos también marcó la aceptación y el establecimiento por parte del gobierno de los Estados Unidos de la interpretación de los suelos para la conservación de la tierra y la humedad. Como director del SCS, Bennett lanzó una campaña con el fin de educar al público y a los políticos mediante la identificación de áreas en el Dust Bowl donde la combinación de sistemas geográficos y agrícolas causó la erosión más grave.
En respuesta a la campaña de Bennett para la conservación del suelo, el representante James P. Buchanan de Texas adjuntó una enmienda al proyecto de ley de asignaciones presupuestarias de 1930, que autorizaba al USDA a establecer una serie de estaciones experimentales de erosión del suelo. El Proyecto de Cuencas Hidrográficas de Coon Creek, en el suroeste de Wisconsin, fue el primero de muchos proyectos basados en cuencas hidrográficas iniciados para mostrar prácticas de conservación del suelo a los agricultores. Bennett seleccionó las ubicaciones de estas estaciones e involucró a equipos de investigadores, que establecieron parcelas para medir la erosión en varios tipos de cultivos, suelos y rotaciones, y sus respuestas a diferentes prácticas de manejo agrícola.

## Reconocimientos
Bennett recibió muchos premios y honores por su trabajo durante su vida, entre ellos:
- Presidente de la Association of American Geographers en 1943
- Premio Frances K. Hutchinson del Garden Club of America en 1944
- Medalla Geográfica Cullum de la Sociedad Geográfica Estadounidense en 1948
- Medalla por Servicio Distinguido del USDA en 1947
- Medalla Audubon de la Sociedad Nacional Audubon en 1947
- Miembro de la Sociedad Americana de Agronomía en 1947

En 2000, Bennett fue nombrado miembro del Salón de los Héroes del USDA. También fue miembro de la Sociedad Estadounidense de Agronomía, la Sociedad Geográfica Estadounidense, la Asociación Estadounidense para el Avance de la Ciencia y la Sociedad de Conservación del Suelo de América.
El día de su muerte, 7 de julio, se conmemora desde el año 1963 como el Día Internacional de la Conservación del Suelo en su honor.